# Карвол О'Далі
Карвол О'Далі (ірл. Cearbhall Ó Dálaigh; ˈcaɾˠwaɫ̪ oː ˈdˠaːɫ̪i; 12 лютого 1911 — 21 березня 1978) — ірландський політичний діяч, п'ятий президент країни.

## Життєпис
Народився в родині крамаря. Навчався у державній школі імені святого Кронана для хлопчиків й Університетському коледжі Дубліна. Здобув вищу юридичну та філологічну освіту. В молодому віці вступив до лав партії Фіанна Файл.
Від 1934 року займався адвокатською практикою. У 1931—1940 роках працював редактором у щоденній газеті Irish Press. У квітні 1946 року отримав пост генерального прокурора Ірландії, повторно обіймав ту посаду від червня 1951 до липня 1953 року. У 1953—1961 роках був членом Верховного суду, а від 1961 до 1973 очолював його. 1972 року отримав місце в Європейському суді.
19 грудня 1974 року після раптової смерті Ерскіна Чайлдерса став президентом Ірландії. Його кандидатуру на пост глави держави підтримали всі політичні партії, що мали на той момент представництво в парламенті країни. Вийшов у відставку 22 жовтня 1976 року після конфлікту в уряді, пов'язаного з діяльністю ІРА.